# ناحیه البو لیک، شهرستان گرانت، مینه سوتا
ناحیه البو لیک (به انگلیسی: Elbow Lake Township) یک منطقهٔ مسکونی در ایالات متحده آمریکا است که در شهرستان گرنت، مینه‌سوتا واقع شده‌است.
 ناحیه البو لیک ۹۲٫۶ کیلومتر مربع مساحت و ۱۵۷ نفر جمعیت دارد و ۳۴۳ متر بالاتر از سطح دریا واقع شده‌است.